# Билунова, Римма Ивановна
Римма Ивановна Билунова (21 августа 1940, Карачельский сельсовет, Челябинская область — 21 декабря 2015, Москва) — российская шахматистка, международный мастер (1968) среди женщин, старший тренер женской сборной команды СССР (1983—1988), заслуженный тренер РСФСР.

## Биография
Римма Ивановна Казьмина родилась 21 августа 1940 года <в каком отделении или усадьбе совхоза?> в зерносовхозе «Большевик» Карачельского сельсовета Шумихинского района Челябинской области, ныне территория зерносовхоза входит в Шумихинский муниципальный округ Курганской области. Впоследствии носила фамилии Калинкина, Билунова.
Научилась играть в шахматы в 11 лет в Челябинске. До этого занималась разными видами спорта: волейболом и легкой атлетикой.
Когда ей было лет 14—15, она с сестрой Таисией попала в сборную РСФСР. В 1957 году команда РСФСР заняла первое место в соревнованиях между республиками СССР. Особенно активно играла в студенческие годы, во время учёбы в Челябинском политехническом институте: ежегодные первенства общества «Буревестник», личные и командные чемпионаты России, межвузовские встречи, полуфиналы СССР. На пятом курсе впервые попала в женский чемпионат СССР.
Получив диплом радиоинженера, работала на «почтовом ящике» в Челябинске, а потом переехала в Москву, где поступила на работу инженером в вычислительный центр Военно-инженерной академии имени Куйбышева, а также стала армейской шахматисткой. После замужества и рождения ребёнка перешла на чисто шахматную работу.
С 1970 года работала в Центральном шахматном клубе Вооружённых Сил СССР.
В 1976 году начала работать в Центральном шахматном клубе. Р. И. Билунову направили на создание картотеки шахматной информации.
В 1980 году её включили в состав советской делегации, направлявшейся на Олимпиаду на Мальте. В 1983—1988 годах Р. И. Билунова работала старшим тренером женской сборной СССР.
Выйдя на пенсию, вела активную работу в Комиссии ветеранов Российской шахматной федерации в должности заместитель председателя комиссии ветеранов РШФ, успешно выступала в официальных чемпионатах среди ветеранов.
5—14 октября 2010 года участвовала в Чемпионате России по классическим шахматам среди ветеранов и заняла 5-е место.
15—26 ноября 2011 года участвовала в 21-м чемпионате мира по шахматам среди сеньоров (Опатия, Хорватия).
2—12 октября 2012 года участвовала в Чемпионате России по классическим шахматам среди ветеранов и заняла 7-е место.
Римма Иванова Билунова умерла утром 21 декабря 2015 года в городе Москве. Прощание было 23 декабря в морге больницы № 5, по адресу: ул. Стромынка, 7. Похоронена <где?>.

## Звания и лучшие результаты
- Заслуженный тренер РСФСР
- Мастер спорта СССР, 1968 год
- Чемпионка РСФСР (1966 и 1968) и Вооружённых сил СССР (1966 и 1968).
- Участница 7 чемпионатов СССР.
- Лучшие результаты: 1967 — 5—10-е; 1968 — 6-е места.
- Лучшие результаты в международных соревнованиях:
  - Владимир (1967) — 1-е
  - Ленинград (1972) — 4—5-е
  - Будапешт (1973) — 2—3-е
  - Липецк (1974) — 3—5-е
  - Орадя (1975) — 2-е
  - Афины (1983)— 3—4-е
  - Будапешт (1985) — 2-е места.

## Изменения рейтинга
| Графики недоступны из-за технических проблем. См. информацию на Фабрикаторе и на mediawiki.org. |

## Семья
- Отец — Иван Казьмин, работал в Министерстве сельского хозяйства.[источник не указан 1285 дней]
- Сестра — Таисия Ивановна (в замужестве Тимофеева; род. 8 февраля 1939, дер. Алкаладка, ныне терр. Рассказовского района Тамбовской области), кандидат экономических наук (1976).
- Муж — Борис Николаевич Билунов (1946—1992), историк, сотрудник ЦК КПСС и шахматный мастер[12].
- Сын — Денис (род. 3 мая 1969), окончил исторический факультет МГУ (1993), работал в туристическом бизнесе, политик-оппозиционер, активист движения «Солидарность», сподвижник Гарри Каспарова[13].
- Внук — Дмитрий[14].